# Basilique Saint-Martin de Hal
Pour les articles homonymes, voir Basilique Saint-Martin.
La basilique Saint-Martin, sise à Hal (Belgique), est un édifice religieux catholique du XIVe siècle. De style gothique brabançon, l’église abrite la statue miraculeuse de Notre-Dame de Hal. Eu égard à son importance comme sanctuaire de pèlerinages mariaux, Pie XII l’éleva au rang de basilique en 1946. Depuis lors, elle est également connue sous le nom de basilique Notre-Dame de Hal.

## Histoire
D’abord dépendante du chapitre de la collégiale Sainte-Waudru de Mons, Hal devient au XIIe siècle un doyenné du diocèse de Cambrai. Des documents du XIIe siècle parlent d’une église paroissiale dédiée à saint Martin et sainte Gertrude (comme aujourd’hui).
Il semble que la dévotion mariale existe déjà dans la région. Elle s’est développée autour d’une statue de la Vierge surmontant un tronc d’arbre. Des faits extraordinaires se seraient produits par son intercession. En 1267, la statue est introduite à Hal. En 1286, une chapelle de la Vierge, richement dotée existe à l’intérieur de l'église.  
Le sanctuaire marial est déjà tellement connu qu’en 1335 un groupe de 18 évêques réunis à Avignon accordent 40 jours d’indulgence aux visiteurs et bienfaiteurs de la chapelle. Le document mentionnant cette faveur est conservé dans les archives du sanctuaire. Un registre de la confrérie de Notre-Dame de Hal, également conservé dans la crypte de la basilique, contient le récit de 59 miracles obtenus par la grâce de la vierge Marie. Ce registre recense aussi 10 000 noms de membres, y compris quelques princes illustres, généralement liés par alliance à la famille du comte de Hainaut. Un des défunts inhumés dans l'église est un enfant prénommé Joachim, mort à quatre mois et fils du dauphin de France, futur Louis XI, brouillé avec son père Charles VII et réfugié à la cour de Bruxelles chez Philippe le Bon. Celui-ci lui avait octroyé, en 1456, une résidence au château de Genappe, à 20 kilomètres de Bruxelles.
L'église érigée en 1409 est celle que l'on voit aujourd’hui, et est consacrée par l’archevêque de Cambrai, Pierre d'Ailly. En 1438, elle devient « collégiale, un chapitre de chanoines y étant créé. 
La ville de Hal fut assiégée deux fois : en 1489 par Philippe de Clèves, et en 1580 par les protestants de Bruxelles sous la conduite de Olivier van Tympel. Si la ville et l’église furent épargnées, c’est grâce à l’intervention de la Vierge miraculeuse (d’après une pieuse tradition locale). Ce qui explique, d’après la même tradition, le visage noir (noirci de fumée) de la Vierge qui, apparue sur les fortifications, aurait intercepté les boulets de canons. Une trentaine de ces boulets, apportés par les habitants se trouvent dans une niche au fond de l’église, sous la tour.

## La statue de la Vierge
La statue miraculeuse de Notre-Dame de Hal serait un don de Sainte Élisabeth de Hongrie (XIIe siècle). Elle arrive dans l’église de Hal en 1267. Large de 25 centimètres et haute de 95, elle est en bois. La Vierge est présentée comme Virgo lactans, c'est-à-dire comme mère allaitant son enfant. Le lien intime entre la mère et l’enfant est souligné, même si l’un et l’autre portent une couronne royale. La Vierge est assise sur un petit banc. Des traces de peinture dorée très ancienne sont encore visibles.  Elle est vêtue d’un long et large manteau bleu descendant des épaules qui est en partie couvert d'un voile blanc qui lui tombe de dessous la couronne. La statue est partiellement recouverte d'argent. L'oxydation de l'argent lui donne sa couleur noire et sa réputation. L'histoire locale attribue le noir à la fumée des canons.

## Descriptions
- La tour carrée et massive, monte sur cinq étages et atteint 71 mètres. Faisant office de portail principal elle est flanquée de cinq tourelles. L’étage supérieur abrite le carillon de 54 cloches.  La statue de la Vierge se trouvant au-dessus du portail principal (dans la tour) provient sans doute de la première église.
- Deux portails (côté Sud) permettent d’entrer dans le collatéral droit de la basilique. L’un, au niveau du transept (quasi inexistant), est surmonté d'un tympan illustrant le mystère du couronnement de la Vierge au ciel (XIVe siècle). Le grand portail méridional est appelé ‘portail des rois’. Il abrite un ensemble de statues de la fin du XIVe siècle. Il s’y trouve également une madone de pierre du même XIVe siècle.
- La chapelle de Trazegnies est une annexe ouverte sur le côté nord de la basilique, au niveau de la 4e travée (1467). Elle abrite un impressionnant retable de style renaissance italienne (1533) illustrant en sept médaillons les sacrements de la vie chrétienne. Ils sont surmontés, dans une niche, de la statue de Saint Martin.
- Le chœur est allongé et est à deux niveaux, le premier à deux travées, le chœur supérieur en a une. Placées contre les piliers du chœur se trouvent les statues des douze apôtres.
- le gisant de Joachim, enfant de Louis XI, mort dans la région en 1460 alors que son père, encore dauphin s’était réfugié à Genappe, se trouve au départ du déambulatoire, à la gauche du chœur.
- une série de vitraux éclairent l’étroit déambulatoire: ils illustrent des scènes évangéliques mariales (ou certains mystères). Un des vitraux est consacré à des scènes de la vie de saint Martin.

## Patrimoine
- Le trésor de la basilique, se trouvant dans la crypte, comporte de belles pièces d’orfèvrerie, qui sont autant de dons faits par des personnalités et illustres visiteurs. Ainsi un reliquaire doré donné par Louis XI, alors qu'il était encore prince héritier en exil à Genappe, et un ostensoir bruxellois offert par Henri VIII.

Le monument a été rouvert au public en mai 2015 après une restauration impressionnante qui aura duré 21 ans.

### Ex-Voto
Un grand nombre d'ex-votos se trouve dans la basilique, ce qui en fait une de ces autres particularités.